# Технологія збагачення у важких суспензіях
Технологія збагачення корисних копалин у важких суспензіях — включає основні технологічні операції, їх послідовність та режиміні параметри процесів.

## Основні технологічні операції та показники
Технологічна ефективність збагачення у важких суспензіях залежить як від властивостей збагачуваного матеріалу і суспензії, так і від конструктивних особливостей застосованих важкосередовищних апаратів. Основні фактори, що впливають на результати важкосередовищного збагачення такі.
Підготовка матеріалу до збагачення складається з операцій, що забезпечують верхню межу крупності для даного апарата, а також максимальне відділення шламу (дроблення, грохочення, знешламлення). Дрібні зерна у машинному класі є найбільш ймовірним джерелом забруднення продуктів збагачення, а шлам, крім того, погіршує реологічні властивості суспензії.
Гранулометричний склад збагачуваного матеріалу характеризується верхньою і нижньою межами крупності. При збагаченні крупного машинного класу верхня межа крупності, як правило, не перевищує 200 мм, але в окремих випадках при збагаченні вугілля допускається підвищення верхньої межі крупності до 300 мм. Вміст шламів у крупному машинному класі повинен бути не більше 1,5 %. При збагаченні дрібного машинного класу верхню межу крупності приймають 13 або 25 мм, в окремих випадках допускається 40 мм. Ефективність збагачення (точність розділення) зі зменшенням крупності матеріалу знижується.
Фракційний склад збагачуваного матеріалу визначає збагачуваність матеріалу. Фракційний склад матеріалу на точність розділення не впливає, але від нього залежить якість продуктів збагачення. Якщо вміст важких фракцій в легкому продукті перевищує встановлені норми, густину суспензії знижують. При наявності легких фракцій у важкому продукті густину суспензії підвищують.
Навантаження на сепаратор за вихідним матеріалом повинно бути рівномірним. При зниженні крупності вихідного матеріалу навантаження на сепаратор належить зменшити. Але при нормальних умовах роботи (коли сепаратор не перевантажений) навантаження за вихідним матеріалом не впливає на ефективність важкосередовищного збагачення.
Гранулометричний склад обважнювача залежить від типу застосованого важкосередовищного апарата. Суспензії з необхідними реологічними властивостями (густина, в'язкість, стійкість) одержують з використанням обважнювачів (магнетит, феросиліцій), які містять 92 — 96 % класу — 0,074 мм.
Витрати суспензії при збагаченні крупного машинного класу у важкосередовищних сепараторах складають 0,8 — 1 м3/т, при збагаченні дрібного машинного класу у важкосередовищних циклонах — в 3 — 4 рази більше.
Витрати води на відмивку обважнювача залежать від крупності збагачуваного матеріалу, вмісту шламів і густини суспензії. При відмивці обважнювача від крупних продуктів витрати води складають 0,7 — 1,1 м3/т, при відмивці обважнювача від дрібних продуктів витрати води складають 1,7 — 2,5 м3/т. Втрати обважнювача при збагаченні крупного класу складають 0,5 — 0,9 кг/т, при збагаченні дрібного класу — 1,0 — 1,7 кг/т.
Діаметр насадок і тиск на вході при збагаченні в важкосередовищних циклонах пропорційно впливає на продуктивність апарата. Тобто, збільшення цих параметрів сприяє збільшенню продуктивності циклона і навпаки.
Ефективність важкосередовищного збагачення оцінюється за величиною середнього імовірного відхилення Ерт, яке розраховується за формулами:
– для важкосередовищної сепарації
```
                                     Epm = 0,015 δ
P
 + 20 , кг/м
3
 ,                             
```

– для двопродуктового важкосередовищного гідроциклона
```
                                      E
pm
 = 0,030 δ
p
 – 15 , кг/м
3
 ,                             
```

– для першої стадії трипродуктового гідроциклона
```
                                      E
pm
 = 0,040 δ
p
 – 10 , кг/м
3
 ,                           
```

– для другої стадії трипродуктового гідроциклона
```
                                               E
pm
 = 0,045δ
p
 – 15 , кг/м
3
 ,                              
```

де δр — густина розділення, яка визначається за кривими збагачуваності.

## Технологічні схеми збагачення
Технологічні схеми збагачення у магнетитовій суспензії розділяють по числу стадій збагачення, числу кінцевих продуктів і призначенню.
Важкосередовищна сепарація використовується в схемах збагачення рудних корисних копалин з крупним і агрегатним вкрапленням для попереднього відділення породи перед основними процесами збагачення. В таких випадках важкосередовищна сепарація особливо важливе значення має при переробці руд сульфідних і окиснених металів, а також для вилучення алмазів. Але найбільш широке застосування важкосередовищна сепарація знайшла в схемах переробки вугілля.
Збагачення у важкосередовищних гідроциклонах застосовується при переробці дрібних класів руд крупного і агрегатного вкраплення, а також коксівного вугілля і антрацитів дуже трудної і трудної збагачуваності, а при підвищених вимогах до якості концентрату — середньої збагачуваності.
Технологічні схеми збагачення в гідроциклонах складніше схем збагачення в сепараторах, тому що вимагають створення напору на вході в апарат, більших в 3 — 4 рази витрат суспензії і більш складної системи регенерації суспензії в зв'язку зі значним шламоутворенням у гідроциклоні.